# Kader Fall
Kader Malik Fall (Dakar, 15 dicembre 1975) è un ex cestista senegalese.

## Carriera
Con il Senegal ha disputato i Campionati mondiali del 1998 e i Campionati africani del 1997.